# Cratere Xu Guangqi
Xu Guangqi è un piccolo cratere lunare di 0,4 km situato nella parte nord-occidentale della faccia visibile della Luna.